# جرج لوگان
جرج لوگان (به انگلیسی: George Logan) سناتور سابق عضو حزب دموکرات-جمهوری‌خواه بود. وی در سال ۱۸۰۱ تا ۱۸۰۷ میلادی سناتور ایالت پنسیلوانیا در سنای ایالات متحده آمریکا بود.